# Elektrostatisk feltmeter
Et elektrostatisk feltmeter er et måleinstrument, som bruges til berøringsløst at lokalisere elektrostatiske ladninger samt bestemme størrelsen af disse. Instrumentet måler spændingen af det elektrostatiske felt af et givent objekt i volt. Man kan udlede både initiel spidsværdi samt henfaldelseshastigheden.
Instrumentet bruges primært i industrien til kontrol af elektrostatiske ladninger i områder følsomme for statisk elektricitet som f.eks. håndtering af følsomme elektroniske kredsløb eller håndtering af eksplosive gasser.

## Eksterne links
- U.S. Patent 4.642.559  – Electrostatic field meter – Texaco, Inc., 1987 (filed 1983)
- U.S. Patent 4.716.371  – Non-contact autoranging electrostatic fieldmeter with automatic distance indication – The Simco Company, Inc., 1987 (filed 1985)